# Каксат
Каксат — деревня в Нижнеудинском районе Иркутской области России. Входит в состав Атагайского муниципального образования. Находится примерно в 14 км к северо-востоку от районного центра.
Название деревни — по ручью Коксат (или Каксат), правому притоку Уды. Название имеет енисейское происхождение, так как содержит аринский топоформант -сат («вода, река»). При этом, основа имеет, по всей видимости, тюркские корни (ср. хак. кӧк – «голубой, зелёный»).

## Население
По данным Всероссийской переписи, в 2010 году в деревне проживал 81 человек (37 мужчин и 44 женщины).